# Grupo de Autoconciencia de Lesbianas Feministas
El Grupo de Autoconciencia de Lesbianas Feministas (GALF) fue una organización activista lésbica peruana que funcionó entre 1984 y 1991.

## Historia
El Grupo de Autoconciencia de Lesbianas Feministas (GALF) tuvo su origen en abril de 1984, tras el impulso del II Encuentro Feminista Latinoamericano y del Caribe (EFLAC) celebrado en julio de 1983 en Lima. Las fundadoras de la organización habían coincidido previamente en otros espacios de socialización lésbica, como lugares de ocio (el restaurante Agua Viva, la cafetería La Otra Cara de la Luna, y las discotecas La Ferre y La Lima que se va), o torneos deportivos. También se reunieron en un curso sobre feminismo impartido por Charlotte Bunch cuando pasó por Lima en marzo de 1984.
El GALF fue fundado, entre otras, por Lucía Ueda y Rebeca Sevilla, quienes plantearon la organización como un movimiento horizontal, sin jerarquías, autónomo e independiente de financiación. Lo conformaron en su mayoría mujeres de clase media, aunque intentaron acercarse a sectores populares emergentes.
La fundación del GALF se vio necesaria ya que el feminismo peruano predominante, representado por las organizaciones Movimiento Manuela Ramos y Centro de la Mujer Peruana Flora Tristán, tenía a la homosexualidad femenina como un tema tabú y, debido a la fuerte influencia de la iglesia católica, excluía cualquier modelo femenino que no entrase dentro de los cánones conservadores de familia tradicional y del rol reproductivo de la mujer. Así, en el II EFLAC solo hubo un taller de último minuto sobre las relaciones entre el patriarcado y el lesbianismo, de donde surgieron ideas innovadoras sobre la integración del discurso lésbico dentro del movimiento feminista. Por otro lado, no buscó sumarse en el Movimiento Homosexual de Lima debido al discurso patriarcal y exclusivo para los varones gays que integraban el MHOL.
En sus inicios, el GALF se enfocó como un espacio de reflexión a partir de la realización de talleres privados de temas sicológicos, y de ayuda mutua en cuestiones familiares y sociales. Posteriormente, superada esta etapa, inició una actividad más política para incluir el lesbianismo dentro del feminismo.
Para el III EFLAC, las organizaciones GALF-Perú y Grupo de Acción Lesbiana Feminista (GALF de Brasil) convocaron el taller Cómo organizarnos las lesbianas, donde se propuso la necesidad de encuentros lésbicos latinoamericanos fuera del marco del EFLAC.
A pesar de la diferencia de agendas entre el GALF y el MHOL, para 1986 se vislumbró una integración debido al necesario reconocimiento internacional que necesitaban. La ILGA exigió a las organizaciones que buscaban financiación que incluyesen mujeres, por lo que las posiciones fueron acercándose. Así, Ueda y Sevilla iniciaron su militancia en el MHOL. Esta última llegó a ocupar la dirección ejecutiva del MHOL en 1988. La participación femenina dentro del MHOL se desarrolló principalmente en respuesta al VIH/sida. Por otro lado, las lesbianas empezaron a ser reconocidas dentro del movimiento homosexual debido al apoyo de una nueva generación de activistas varones gays. Así, muchas lesbianas del GALF empezaron en militar en el MHOL, que cada vez se reconocía como organización mixta. Para inicios de los años 1990, se establecieron los «lunes de lesbianas» en el MHOL, donde se realizaban actividades enfocadas a esta población. Bajo la dirección de Sevilla, el discurso lésbico fue ganando espacio dentro del feminismo peruano.
Por su parte, la dedicación que Sevilla prestaba al MHOL hizo que poco a poco las integrantes del GALF se viesen descabezadas. Además, la crisis económica de principios de los años 1990 hizo que muchas mujeres abandonasen las filas del GALF, y que la organización no pueda seguir autofinanciándose. A esto se sumó el temor de «limpieza social» por parte de los grupos subversivos Sendero Luminoso y MRTA, que habían iniciado un conflicto armado interno en el país, y las amenazas del grupo paramilitar Rodrigo Franco, que terruqueaba a las lesbianas feministas por ser, en su mayoría, de izquierdas.
El GALF logró editar una revista llamada Al Margen, desde la cual compartieron sus ideas respecto del movimiento lésbico como identidad política.
En 1990 el Segundo Encuentro Lésbico Feminista de Latinoamérica y el Caribe estaba pensado realizarse en Lima, siendo el GALF el principal organizador, pero debido a la incapacidad organizativa, la salida de varias integrantes, y el contexto sociopolítico peruano, el encuentro fue trasladado a Costa Rica. Este acontecimiento dañó el prestigio de la organización, que finalmente se clausuró en 1991.